# Zaharivka, Ivankiv
Zaharivka (în ucraineană Захарівка) este un sat în comuna Olîva din raionul Ivankiv, regiunea Kiev, Ucraina.

## Demografie
Componența lingvistică a localității Zaharivka
     Ucraineană (95,65%)
     Rusă (4,35%)
Conform recensământului din 2001, majoritatea populației localității Zaharivka era vorbitoare de ucraineană (95,65%), existând în minoritate și vorbitori de rusă (4,35%).